# Csenger
Csenger é uma cidade da Hungria, situada no condado de Szabolcs-Szatmár-Bereg. Tem 36,16 km² de área e sua população em 2019 foi estimada em 4.961 habitantes.